# Dziemiany
Dziemiany (dodatkowa nazwa w j. kaszub. Dzemiónë; niem. Dzimianen) – wieś kaszubska w Polsce położona w województwie pomorskim, w powiecie kościerskim, w gminie Dziemiany
na obrzeżach Wdzydzkiego Parku Krajobrazowego nad jeziorem Rzuno. Przez Dziemiany prowadzą trasy drogi wojewódzkiej nr 235 i linii kolejowej Kościerzyna-Lipusz-Brusy-Chojnice (przystanek kolejowy Dziemiany Kaszubskie). W skład sołectwa Dziemiany wchodzą również miejscowości Dunajki i Zarośle.
Miejscowość jest siedzibą gminy Dziemiany i posiada kilka połączeń kolejowych z Kościerzyną i Chojnicami poprzez Brusy.
Podczas okupacji nazwa Dzimianen została zmieniona na Sophienwalde. Od sierpnia 1944 do lutego 1945 znajdował się tutaj podobóz KL Stutthof Sophienwalde.
Znajduje się tutaj hodowla koni rasy achał-tekińskiej.
Nad jeziorem Rzuno kąpielisko z bezpłatną zjeżdżalnią o długości 30 m.

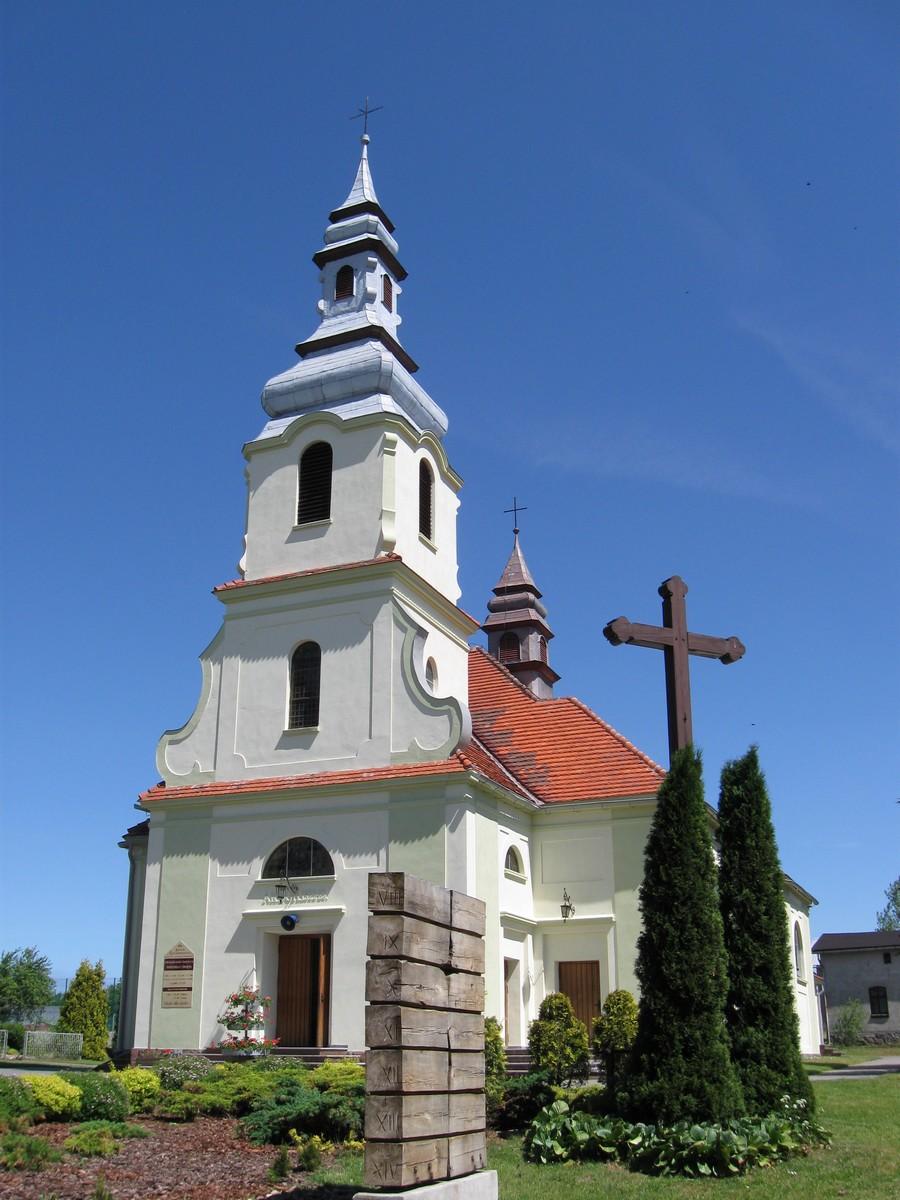
Zabytkowy kościół z 1923 roku

## Przynależność administracyjna
- 1878–1920 – prowincja Prusy Zachodnie
- 1920–1939 – województwo pomorskie
- 1939–1945 – Okręg Rzeszy Gdańsk-Prusy Zachodnie
- 1945–1975 – województwo gdańskie (1945–1975)
- 1975–1998 – województwo gdańskie (1975–1998)
- 1954-1972 – należała i była siedzibą władz gromady Dziemiany
- 1976-1983 – należała i była siedzibą władz gminy Dziemiany-Lipusz